# Nordkoreanischer Film

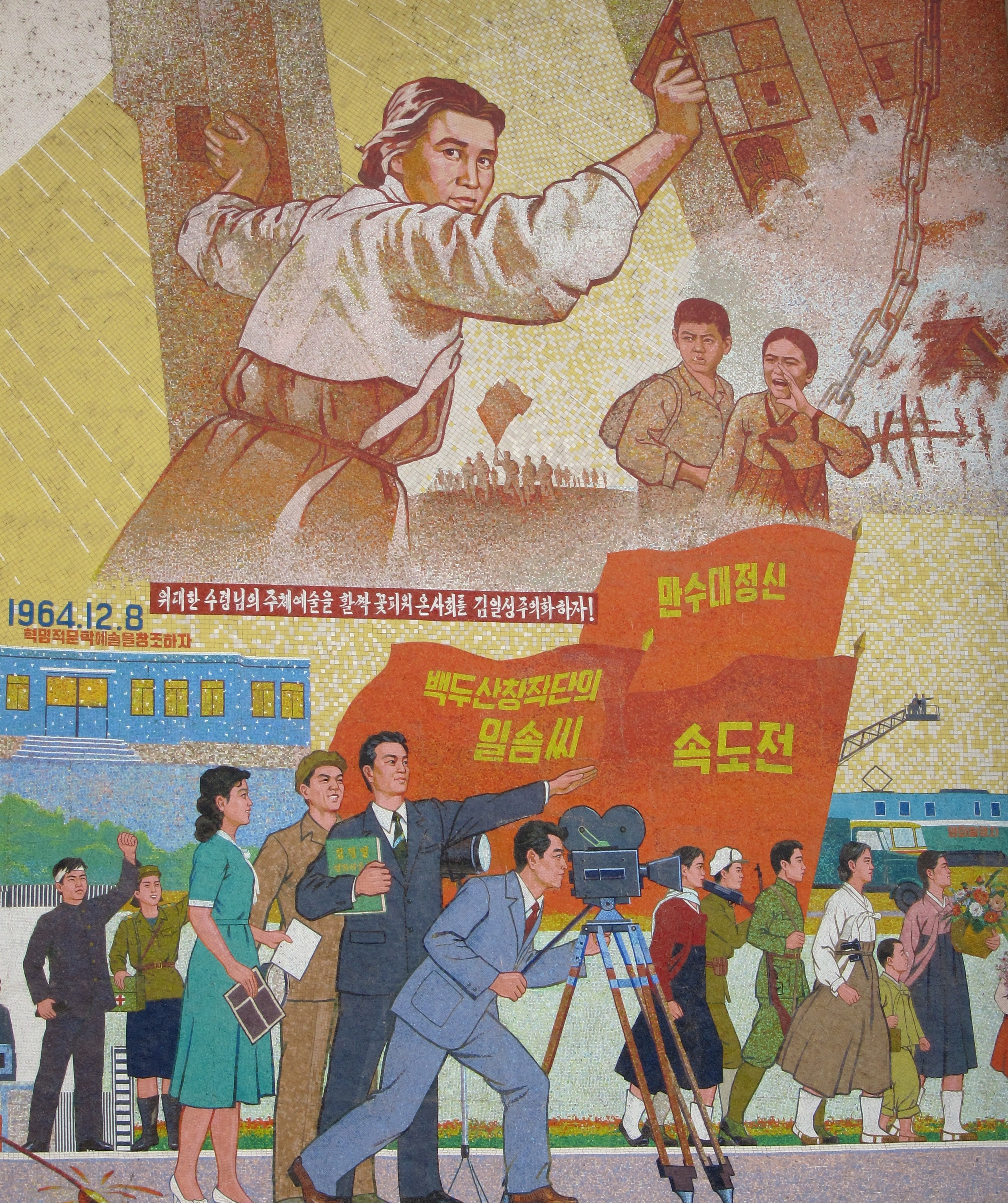
Wandmalerei am Mansudae-Kunststudio.

Nordkoreanische Filme sind Filme, welche in Nordkorea produziert worden sind.
Wie das gesamte Spektrum der Kunst in Nordkorea befasst sich auch der Film ausschließlich mit propagandistischen Themen. Es geht also in nordkoreanischen Filmen vorwiegend um die Verherrlichung von Kim Il-sung und Kim Jong-il, dem Aufbau des Chuch'e-Sozialismus sowie die Propagierung des Antijapanismus und Antiamerikanismus.
Einer der wenigen Filme, welche auch über die Grenzen des Landes hinaus einen gewissen Bekanntheitsgrad erlangt haben, ist Das Blumenmädchen von 1972, der auf dem 18. Internationalen Filmfestival in Karlovy Vary mit einem Sonderpreis ausgezeichnet wurde. Choi Eun-hee wurde für ihre Leistung in Shin Sang-oks Film Sogŭm (소금, 1985) auf dem 14. Internationalen Filmfestival Moskau als Beste Schauspielerin ausgezeichnet.
Seit 1987 findet, nunmehr alle zwei Jahre, das Internationale Filmfestival von Pjöngjang (ehemals Internationales Pjöngjanger Filmfestival der Blockfreien und anderer Entwicklungsländer) in der 1988 errichteten Internationalen Kinohalle Pjöngjang statt. 
Nordkorea tritt heute aber weniger durch eigene geistige Beiträge der Staatsfirma SEK-Trickfilmstudio international in Erscheinung als vielmehr als Zuarbeiter zu Hollywood-Trickfilmen.
Da die Produktionskosten extrem niedrig sind und die Qualität der SEK-Zeichner hoch, wird Disney nachgesagt, zwei Produktionen teilweise via Subunternehmer bei SEK gezeichnet haben zu lassen: Der König der Löwen (1994) und Pocahontas (1995). Dies stellt sich jedoch als falsch heraus. Das SEK-Filmstudio war an der italienischen Trickfilmserie Simba, der Löwenkönig von Mondo TV beteiligt, die jedoch grob auf dem Dschungelbuch basiert und nichts mit dem Disney-Film Der König der Löwen zu tun hat. Mit Empress Chung, ebenfalls ein Trickfilm, gibt es auch eine nord- und südkoreanische Co-Produktion aus dem Jahr 2005.

## Weiterführende Literatur
- Johannes Schönherr: North Korean Cinema. A History. 1. Auflage. McFarland, Jefferson. North Carolina 2012, ISBN 978-0-7864-6526-2 (eingeschränkte Vorschau in der Google-Buchsuche).
- Paul Fischer: A Kim Jong-Il Production. The Extraordinary True Story of a Kidnapped Filmmaker, His Star Actress, and a Young Dictator’s Rise to Power. Penguin, 2015, ISBN 978-1-250-05427-2 (eingeschränkte Vorschau in der Google-Buchsuche).
- Sun-ju Choi: Vater Staat, Mutter Partei. Iudicium, 2017, ISBN 978-3-86205-560-9.
- Kim Jong Il: Über die Filmkunst. Verlag für Fremdsprachige Literatur, Pjöngjang 11. April 1973 (Volltext [PDF]).